# The Fall of the House of Usher (Amerikaanse film uit 1928)
The Fall of the House of Usher is een korte stomme film uit 1928 onder regie van James Sibley Watson en Melville Webber. Het verhaal vindt zijn oorsprong in het boek The Fall of the House of Usher van Edgar Allan Poe. De film bevat geen dialoog en er wordt veel gewerkt met visuele experimenten. Componist Alec Wilder voegde in 1959 filmmuziek toe aan de productie.
Deze film moet niet verward worden met La chute de la maison Usher van Jean Epstein, ook uit 1928.

## Verhaal
Een reiziger arriveert bij het huis van broer en zus Usher. Daarbij blijkt Roderick enorm (over)gevoelig voor elke vorm van zintuiglijke prikkeling. Zijn zus gedraagt zich exact tegenovergesteld. Ze is afwezig, beweegt traag en reageert amper.

## Rolbezetting
| Acteur            | Personage      |
| ----------------- | -------------- |
| Herbert Stern     | Roderick Usher |
| Hildegarde Watson | Madeline Usher |
| Melville Webber   | Reiziger       |